# Cerastium illyricum
Cerastium illyricum är en nejlikväxtart. Cerastium illyricum ingår i släktet arvar, och familjen nejlikväxter.

## Underarter
Arten delas in i följande underarter:
- C. i. brachiatum
- C. i. crinitum
- C. i. illyricum